# Leopoldo Luque
Leopoldo Jacinto Luque (3. květen 1949, Santa Fe – 15. února 2021) byl argentinský fotbalista. Nastupoval většinou na postu útočníka. Zemřel 15. února 2021 ve věku 71 let na covid-19.
S argentinskou reprezentací vyhrál mistrovství světa roku 1978. Na tomto turnaji vstřelil 4 góly. Na mistrovství jižní Ameriky (Copa América) 1975 vstřelil rovněž 4 branky a stal se tak nejlepším střelcem turnaje. V národním mužstvu působil v letech 1975-1981 a odehrál 45 utkání, v nichž vstřelil 22 branek.
S CA River Plate se stal čtyřikrát mistrem Argentiny (1975, 1977, 1979, 1980).